# Уйгат
Уйгат — село в Тулунском районе Иркутской области России. Административный центр Кирейского муниципального образования. Находится на берегу реки Кирей, примерно в 54 км к югу от районного центра — города Тулуна.

## Население
| 2002 | 2010 | 2011 | 2012 |
| ---- | ---- | ---- | ---- |
| 324  | ↗439 | ↘437 | ↘427 |

По данным Всероссийской переписи населения 2010 года в селе проживало 439 человек (244 мужчины и 195 женщин).